# Championnat de Guinée-Bissau de football 1978-1979
Navigation
Édition précédente Édition suivante
La saison 1978-1979 du Championnat de Guinée-Bissau de football est la cinquième édition de la Primeira Divisião, le championnat de première division en Guinée-Bissau. Seize équipes se retrouvent au sein d'une poule unique où elles s'affrontent à deux reprises. 
C'est le club de Sport Bissau e Benfica qui est sacré cette saison après avoir terminée en tête du classement final, avec deux points d'avance sur le Sporting Clube de Bissau et cinq sur un duo composé du Clube de Futebol "Os Balantas" et du Grupo Desportivo Recreativo e Cultural FARP. Il s'agit du second titre de champion de Guinée-Bissau de l'histoire du club, qui rate le doublé en s'inclinant en finale de la Coupe de Guinée-Bissau face au Bula Futebol Clube.

## Les clubs participants
- Sporting Clube de Bissau
- Sporting Clube de Bafatá
- UDI Bissau
- Sport Bissau e Benfica
- Ténis Clube de Bissau
- Desportivo de Gabú
- Clube de Futebol "Os Balantas"
- Ajuda Sport de Bissau
- Estrela Negra de Bolama
- Atlético Clube de Bissorã
- Desportivo Recreativo Cultural de Farim
- Bula Futebol Clube
- Futebol Clube de Cantchungo
- Futebol Clube de Tombali
- Grupo Desportivo Recreativo e Cultural FARP
- Futebol Clube de Quinara[1]

## Compétition

### Classement
Le classement est établi sur le barème de points suivant : victoire à 2 points, match nul à 1, défaite à 0.
| Rang | Équipe                                      | Pts | J  | G  | N | P  | Bp | Bc | Diff |
| ---- | ------------------------------------------- | --- | -- | -- | - | -- | -- | -- | ---- |
| 1    | Sport Bissau e Benfica                      | 43  | 30 | 18 | 7 | 5  | 73 | 31 | +42  |
| 2    | Sporting Clube de Bissau                    | 41  | 30 | 17 | 7 | 6  | 55 | 27 | +28  |
| 3    | Clube de Futebol "Os Balantas"              | 38  | 30 | 16 | 6 | 8  | 53 | 26 | +27  |
| 4    | Grupo Desportivo Recreativo e Cultural FARP | 38  | 29 | 16 | 6 | 7  | 51 | 33 | +18  |
| 5    | Desportivo Recreativo Cultural de Farim     | 35  | 29 | 15 | 5 | 9  | 41 | 38 | +3   |
| 6    | Bula Futebol ClubeC                         | 30  | 30 | 12 | 6 | 12 | 50 | 45 | +5   |
| 7    | Desportivo de Gabú                          | 30  | 30 | 12 | 6 | 12 | 42 | 56 | -14  |
| 8    | Sporting Clube de Bafatá                    | 30  | 30 | 13 | 4 | 13 | 47 | 43 | +4   |
| 9    | Futebol Clube de Cantchungo                 | 29  | 30 | 11 | 7 | 12 | 36 | 36 | 0    |
| 10   | UDI Bissau                                  | 28  | 30 | 10 | 8 | 12 | 45 | 44 | +1   |
| 11   | Futebol Clube de Tombali                    | 27  | 30 | 11 | 5 | 14 | 41 | 46 | -5   |
| 12   | Ajuda Sport de Bissau                       | 26  | 30 | 9  | 8 | 13 | 33 | 47 | -14  |
| 13   | Estrela Negra de Bolama                     | 25  | 30 | 10 | 5 | 15 | 41 | 64 | -23  |
| 14   | Ténis Clube de Bissau                       | 21  | 30 | 9  | 3 | 18 | 26 | 62 | -36  |
| 15   | Futebol Clube de Quinara                    | 20  | 30 | 8  | 4 | 18 | 49 | 69 | -20  |
| 16   | Atlético Clube de Bissorã                   | 19  | 30 | 7  | 5 | 18 | 49 | 65 | -16  |

|  | Qualification pour la Coupe des clubs champions africains 1980 |
|  | Qualification pour la Coupe des Coupes 1980                    |
|  | C : Vainqueur de la Coupe de Guinée-Bissau                     |

## Bilan de la saison
| Championnat de Guinée-Bissau de football 1978-1979 |                                   |
| Champion                                           | Sport Bissau e Benfica (2e titre) |
| Coupes et trophées                                 |                                   |
| Vainqueur de la Coupe de Guinée-Bissau 1978-1979   | Bula Futebol Clube                |
| Qualifications continentales                       |                                   |
| Coupe des clubs champions africains 1980           | Sport Bissau e Benfica            |
| Coupe des Coupes 1980                              | Bula Futebol Clube                |
| Promotions et relégations                          |                                   |
| Promus en Primeira Divisião                        | Aucun                             |
| Relégués en Segunda Divisião                       | Aucun                             |